# 近藤效应

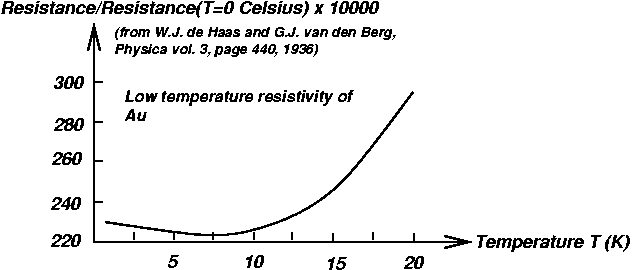
近藤效应：含有少量类铁杂质的金，在低温下的性质

近藤效应（Kondo effect）是指在高电导无磁金属母体中磁性杂质原子对传导电子散射几率的增大。
在某一特征温度TK（所谓近藤温度）以下，稀磁合金的剩余电阻率随温度的降低而反常增大。1964年，近藤淳从理论上阐明了该效应的形成机制：由于孤立磁性原子与传导电子之间存在RKKY相互作用，围绕磁性原子的传导电子的自旋将反平行极化，从而屏蔽磁性原子的磁矩，并形成一个多体单态。其他传导电子与这个多体单态之间不再有“自旋相同，空间回避”的限制，结果，磁性杂质对传导电子的散射变得更为有效，电阻率增大。